# Rødmasket cisticola

Den rødmaskede cisticola (Cisticola erythrops) er en fugleart i slægten cistussangere under familien Cisticolidae. Den findes i Afrika i Angola, Benin, Botswana, Burkina Faso, Burundi, Cameroun, Centralafrikanske Republik, Republikken Congo, Demokratiske Republik Congo, Elfenbenskysten, Etiopien, Gabon, Gambia, Ghana, Guinea, Kenya, Liberia, Malawi, Mali, Mauritanien, Mozambique, Namibia, Nigeria, Rwanda, Senegal, Sierra Leone, Sydafrika, Sudan, Swaziland, Tanzania, Togo, Uganda, Zambia og Zimbabwe. 
Dens naturlige habitat er subtropiske eller tropiske lavtliggende græssletter og sumpe, hvor der er årstidsbestemt nedbør eller oversvømmelse.
Racen Cisticola erythrops lepe, der forekommer i Angola og muligvis i den sydøstlige del af den Demokratiske Republik Congo, anses sommetider som en egen art med det danske navn benguelacisticola.
- Cisticola erythrops
- Cisticola erythrops sylvia